# Evaniodes areolatus
Evaniodes areolatus är en stekelart som beskrevs av Szepligeti 1901. Evaniodes areolatus ingår i släktet Evaniodes och familjen bracksteklar. Inga underarter finns listade i Catalogue of Life.